# أولفا أسطوانية
أولفا أسطوانية (الاسم العلمي:Ulva cylindrica) هي نوع من الطحالب خضراء يتبع جنس الأولفا من الفصيلة الأولفاوية.